# Tetraodon

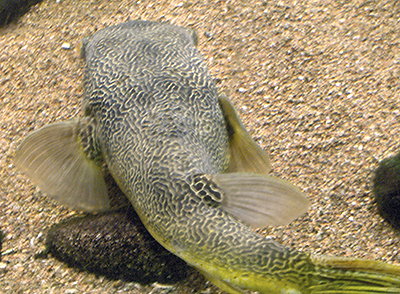
Tetraodon mbu

Tetraodon, del griego clasico τετρα- (tetra-), "cuatro", y ὀδούς (odoús), "diente", es el género más característico y durante un tiempo el más numeroso de la familia Tetraodontidae. Sus miembros tienen una amplia distribución, desde África hasta Asia Sudoriental, la mayoría de agua dulce y una especie marina. Se ha secuenciado el genoma de Tetraodon nigroviridis.

## Especies
En la actualidad y tras una remodelación del taxón que ha dividido la mayoría de las especies entre varios géneros, FishBase reconoce las siguientes especies:
- Tetraodon barbatus Roberts, 1998
- Tetraodon duboisi Poll, 1959
- Tetraodon implutus Jenyns, 1842
- Tetraodon lineatus Linnaeus, 1758
- Tetraodon mbu Boulenger, 1899
- Tetraodon miurus Boulenger, 1902
- Tetraodon pustulatus Murray, 1857
- Tetraodon schoutedeni Pellegrin, 1926
- Tetraodon waandersii Bleeker, 1853

Además existe una especie extinta:
- † Tetraodon scillae Lawley, 1876